# ラグナロク (ファイナルファンタジー)
ラグナロク（Ragnarok）は、ファイナルファンタジーシリーズの多くに登場する架空の剣。北欧神話に描かれている、神々と邪悪な巨人族との最終決戦の名称。青春の神バルドルの死をきっかけに起こった戦争で、最終的に全ての神々が滅ぶことになる。

## 概説
ラグナロクが登場する作品の大半において、ラグナロクそのものはストーリー進行上必須となる重要なアイテムではない（入手せずともストーリー進行上特に影響はない）ものの、「最強の剣」という地位、またはそれに近いものとして存在することから、作品に登場する数多くの武器の中でも高い知名度がある。しかし、ラグナロクが登場する作品では、必ずラグナロクよりも攻撃力が高い、あるいは攻撃力は同一だが総合的な性能がラグナロクよりも優れている武器が存在するため、名実ともに「最強の武器」になったことは一度も無い。（各登場作品における剣としてのラグナロクの立場の項目を参照）
ラグナロクの初登場作品は、FC版『ファイナルファンタジーIII』である。『III』では暗黒属性の剣（魔剣）であったが、続編の『IV』では聖剣となり、『V』では騎士剣（以降無属性となる）、『VI』では普通の剣として登場するなど、「剣」という形態は変わらなくても、作品によってその性質は大きく変わる。

## 各登場作品における剣としてのラグナロクの立場
※FC=ファミリーコンピュータ、SFC=スーパーファミコン、GC=ニンテンドー ゲームキューブ、Wii=Wii（ウィー）、VC=Wiiのバーチャルコンソール、PS=PlayStation、PS2=PlayStation 2、PS3=PlayStation 3、Xbox 360=Xbox 360、GB=ゲームボーイ、GBA=ゲームボーイアドバンス、DS=ニンテンドーDS、PSP=PlayStation Portable、WS=ワンダースワン、WSC=ワンダースワンカラー、Win=Microsoft Windows、i=iアプリ、EZ=EZアプリ (BREW)、S!=S!アプリ、AC=アーケードゲーム

### ファイナルファンタジーI
FC版（オリジナル）には登場せず、GBA版『ファイナルファンタジーI・II アドバンス』以降より登場。
GBA版
ナイトが装備できる剣。何本でも入手できる武器の中では最強を誇る。しかし一点限りの武器も含めれば、誰でも装備できる刀「正宗」と、クラスチェンジ後ならやはり誰でも装備できる剣「アルテマウェポン」の方が攻撃力は高い。
PSP版
GBA版に加えてさらに戦士、ナイト、赤魔術士、赤魔道士が装備できる最強の剣「バーバリアンソード」が登場している。

### ファイナルファンタジーII
FC版（オリジナル）には登場せず、PSP版より登場。
PSP版
フリオニールのみが装備できる剣。PSP版の追加ダンジョン「秘紋の迷宮」で登場した。

### ファイナルファンタジーIII
FC版（オリジナル）
ナイト、魔剣士、忍者が装備できる剣。暗黒属性をもち、ナイトと魔剣士が装備できる武器の中で最強の攻撃力を持つ。しかし、忍者のみ装備可能な「手裏剣」と、たまねぎ剣士のみが装備できる「オニオンソード」の方が攻撃力は高い。
DS版
剣を中心に、ラグナロクよりも攻撃力の高い武器が複数追加されている。忍者は装備することができなくなったが、ナイト、魔剣士、戦士、たまねぎ剣士が装備できる。

### ファイナルファンタジーIV
SFC版（オリジナル）、PS版
セシルが装備できる聖剣。セシルが装備できる武器としてはもちろん、作品に登場する全キャラクターが装備できる武器の中でも飛び抜けて高い最強の攻撃力を誇る。更に聖属性に加えて死体系に対する特殊性能を持つ。ただし、エッジの投擲専用武器（どのキャラクターも装備できない武器）である「包丁」の方が攻撃力は高い。
GBA版（ファイナルファンタジーIV アドバンス）
ラグナロクよりも攻撃力が高い「ライトブリンガー」という聖剣が追加されたため、セシルが装備できる最強の武器ではなくなっている。自動的に、全キャラクターが装備できる武器のうち最強の攻撃力を持つ武器でもなくなっている。なお、他の種類の武器においてもラグナロクよりも攻撃力の高い武器がいくつか追加されている。
DS版
GBA版で追加された「ライトブリンガー」を初めとするラグナロクよりも攻撃力が高い武器は存在しない。その代わり、ラグナロクよりも攻撃力が高くなる可能性がある「オニオンソード」という剣（聖剣ではない）が追加されている。
『IV』の続編にあたる『ファイナルファンタジーIV THE AFTER 月の帰還』にも登場するが、攻撃力が『IV』の時よりも減退している。

### ファイナルファンタジーV
SFC版（オリジナル）、PS版
ナイトが装備できる騎士剣。『FFIV』のものほど圧倒的ではないが、それでも一般では最強の攻撃力を持つ。しかしこの作品には特定の条件により攻撃力が変動する騎士剣「ブレイブブレイド」および短剣「チキンナイフ」が存在し、これらがラグナロクを上回る攻撃力または実ダメージを発揮する。
- ブレイブブレイドは条件を満たすごとに攻撃力が落ちていくが、初期攻撃力はラグナロクよりも高い。
- チキンナイフは条件を満たすごとに攻撃力が上がるが、攻撃力はラグナロク未満で成長しなくなる。ただし、ダメージ計算式が特殊であり、実ダメージはラグナロクより高くなる。

つまり、ゲームの進め方によって、ラグナロクが最強になる場合もあれば、そうでない場合もある。
GBA版（ファイナルファンタジーV アドバンス）
ラグナロクよりも攻撃力が高い武器がいくつか追加されている。これらの追加された武器は、「ブレイブブレイド」「チキンナイフ」のような攻撃力の変動はない。したがって、SFC版には残されていた、最強の武器となる可能性は完全に消滅している。なお、最終戦後にセーブデータを保存できるため、複数所持が可能になった。

### ファイナルファンタジーVI
SFC版（オリジナル）、PS版
ティナ、ロック、セリス、エドガーが装備できる剣。MPを消費して必ずクリティカルヒットを放ち、追加でフレアを発動することがある。攻撃力は全武器の中でも最強だが、ラグナロクとの交換に近い形で同じ攻撃力とクリティカル特性を持つ「ライトブリンガー」という剣も入手できる。追加でホーリーが発動する点ではラグナロクに劣るものの、後列攻撃でも威力が落ちなかったり、装備することによる各種ステータス上昇効果がラグナロクよりも大きいことから、全体的な性能としてはラグナロクよりも優れている。またロックの武器としては、特殊な性能を持つバリアントナイフと言う武器が存在し、特定の条件下ではラグナロク以上の攻撃力を発揮する。
なお、本作のラグナロクは剣の姿をした幻獣「ラグナロック」の魔石を削り出したものという設定であり、ゲーム中での入手は魔石と剣との二者択一になる。
GBA版（ファイナルファンタジーVI アドバンス）
最強の攻撃力を誇る武器という立場は崩していないが、ラグナロクよりも高い性能を持つ「ライトブリンガー」も健在であり、やはり最強の武器ではない。また、最終戦後にクリアデータを持ち越すことができるため、「ラグナロク」や「ライトブリンガー」の複数所持および魔石「ラグナロック」との両立も可能になった。

### ファイナルファンタジーVII
クラウドが装備できる剣。マテリア成長効果のある武器の中では最強の攻撃力を誇るが、マテリア成長効果の無い武器を含めると、ラグナロクよりも強い武器が数種類存在する。なお、クラウドが装備できる武器の中で最強の攻撃力を持つのは、マテリア成長のない「アルテマウェポン」という剣であり、ラグナロクは2番目の強さの剣という立場である。

### ファイナルファンタジーIX
スタイナーが装備できる騎士剣。普通にゲームを進める上では最強の騎士剣であるが、非常に厳しい条件を満たすと入手できる「エクスカリバーII」の方が攻撃力は高い。また、盗賊刀「アルテマウェポン」にも攻撃力は劣っている。

### ファイナルファンタジーX
ティーダが装備できる剣。特定のオートアビリティを三つセットすると、「ラグナロク」という名前になる。

### ファイナルファンタジーXI
レリック（とあるエリアでドロップされる強力な装備品群）両手剣の最終形態（レリックの中で武器に関しては複数の段階が存在し、強化を施して行く）で、スカージと呼ばれるWSを全エリアで使用可能な唯一の武器。装備可能ジョブが戦士、暗黒騎士、ナイトと多いため使い回しが効き、文字通り最強の両手剣である。非常に入手難易度が高く、2008年05月16日に公開された第8回ヴァナ・ディール国勢調査では全サーバーで45人しか所持者が存在しない。しかしこれまでの作品同様、それぞれのジョブの最強装備ではない。両手剣が最も得意な魔導剣士は装備できない上に、戦士では同じレリックである両手斧ブラビューラ、暗黒騎士では同じくレリックの両手鎌アポカリプス、ナイトではレリックの片手剣エクスカリバーと同じくレリックである盾イージスとの組み合わせの方が有用である。又19番目のサーバーの名称でもあり、とあるミッションの名称でもある。

### ファイナルファンタジーXII
騎士剣装備3のライセンスが必要な両手剣。この作品においては、従来のシリーズではラグナロクの次に強い剣という立場に置かれることが多かった「エクスカリバー」よりも弱く、またラグナロクよりも強い武器は他にも色々と存在するため、「最強」とはとても言い難い武器となっている。町の一般市民が報酬に与えてくれる。

### ファイナルファンタジータクティクス
ナイトと特定の専用ジョブが装備できる騎士剣で、装備中は常に白魔法「シェル」がかかる。この作品において最強の攻撃力を誇るのは「カオスブレイド」という騎士剣であり、ラグナロクは騎士剣の中でもかなり差がついた2番目の強さになる。他にもラグナロクより攻撃力の高い槍・刀が1種存在する。

### ファイナルファンタジータクティクスアドバンス
パラディン、神殿騎士、守護騎士が装備できる騎士剣。騎士剣の中でも攻撃力は低い方で、「最強」とは程遠い武器である。

### ファイナルファンタジータクティクスA2
騎士剣。前作『FFTA』のものよりは攻撃力は幾分かは上がっているものの、立場は変わらず最強とは程遠い。

### ファイナルファンタジー・クリスタルクロニクルシリーズ
クラヴァットが装備できる剣。クラヴァットが装備できる武器では最強を誇る。しかし、リルティが装備可能な武器の中に、ラグナロクよりも高い攻撃力を持つものがいくつかある。
初代『クリスタルクロニクル』を初め、『リング・オブ・フェイト』、『エコーズ・オブ・タイム』にも同様の立場で登場している。

### ディシディア ファイナルファンタジー
装備レベル99以上の大剣。この作品では多くの汎用武器のひとつという扱いである。

## 剣形態以外のラグナロク
ファイナルファンタジーシリーズにおけるラグナロクは、作品によっては剣以外の形態で登場する。
『ファイナルファンタジーVIII』においては、剣ではなく、同名の飛空艇として登場する（飛空艇を参照）。また、これを手に入れる(自由に利用できるようになる)と、『VIII』の登場人物であるラグナが自分の名前に似ていて、乗ってみたいということを話すシーンがある。
『X』の続編である『ファイナルファンタジーX-2』では、「MP消費0」の効果を持つアクセサリになっている。
『ファイナルファンタジーXIII』では、コクーンを滅ぼす、魔獣ラグナロクとして登場する。
『ファイナルファンタジーXIV』では、両手斧として登場する。また、レイドコンテンツである大迷宮バハムートで探索する場所が、ラグナロク級拘束艦という名称である。